# Romeinse villa en Abdijhoeve Wahenges

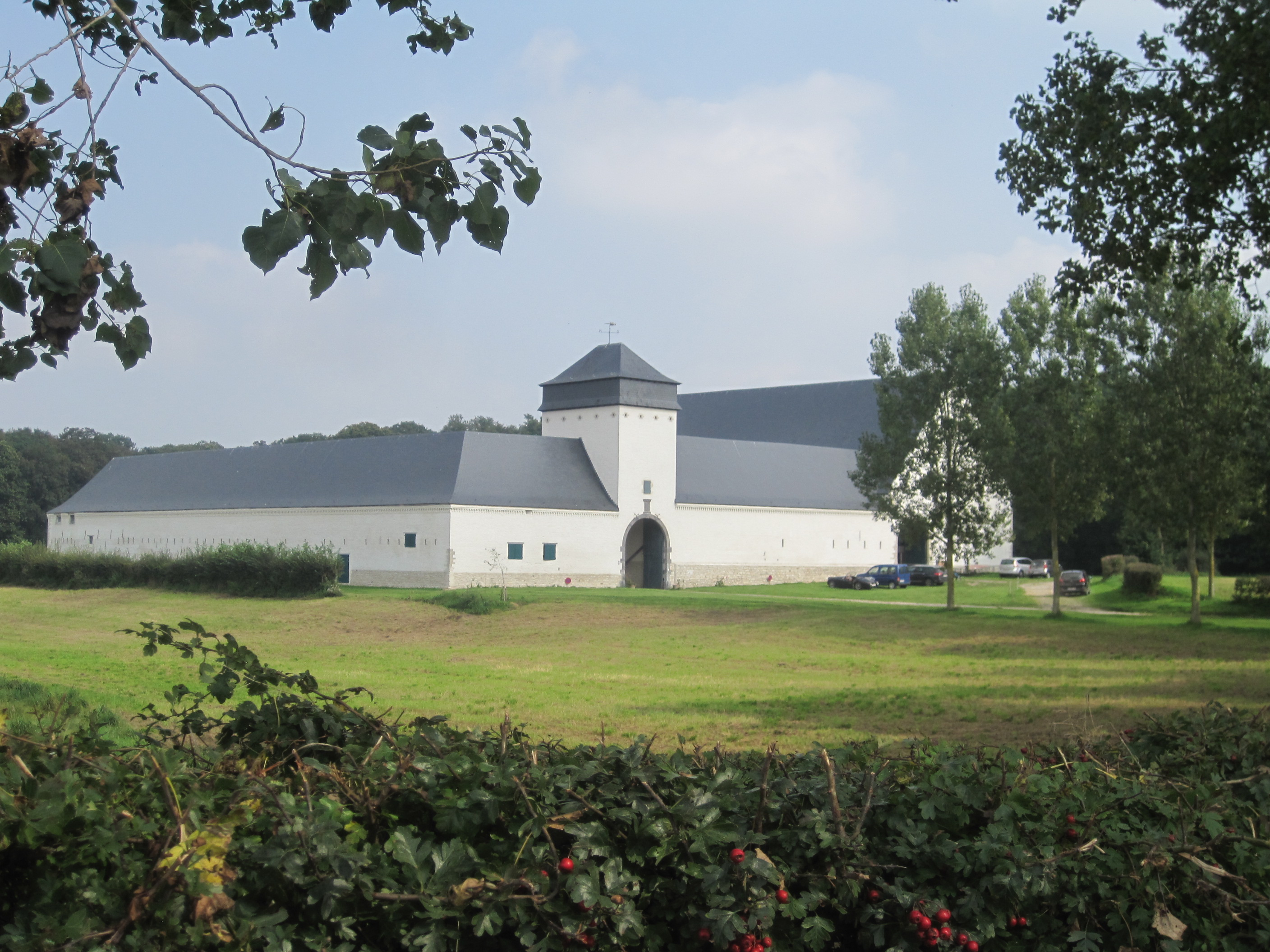
Voormalige hoeve Wahenges van de abdij van Averbode

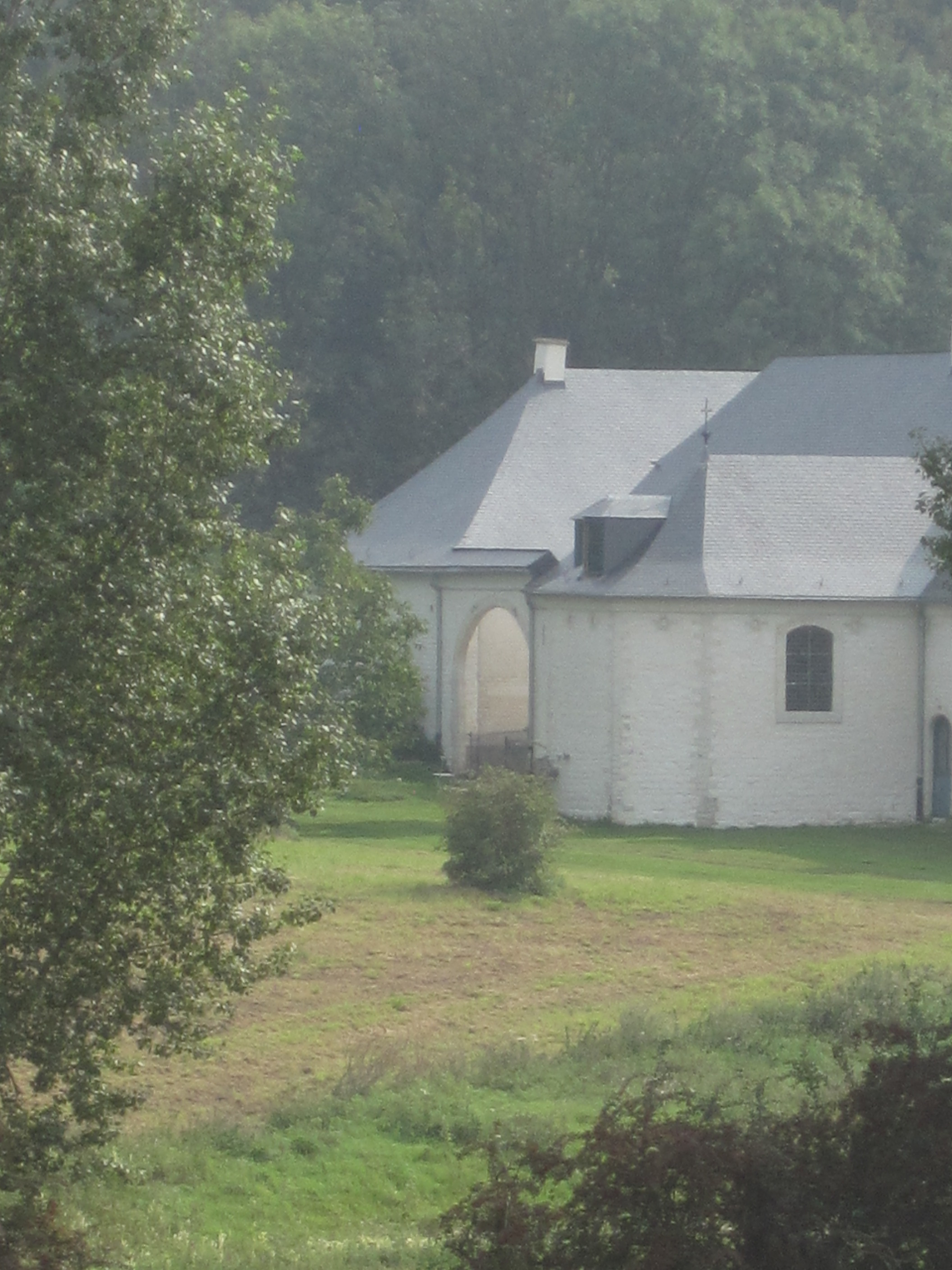
Sint-Niklaaskapel

Wahenges is een hoeve gelegen in de Belgische gemeente Bevekom (provincie Waals-Brabant), meer bepaald in de plaats Sluizen (Bevekom). Wahenges heeft een verleden die terug gaat tot de Romeinse tijd. Sinds 1994 is de site beschermd erfgoed van het Waalse Gewest; in 2013 verwierf het de erkenning van uitzonderlijk patrimonium van Wallonië.

## Gallo-Romeinse villa
Vanaf de 1e à 3e eeuw stond op deze plek een Gallo-Romeinse villa. De villa lag op een open plek in het Kolenwoud of Silva Carbonaria. De villa was de residentie van een landbouwexploitatie. De villa lag naast de bron van het riviertje Schoorbroekbeek. De resten van de villa zijn terug te vinden in het bos naast de huidige boerderij. Het bos heeft de villaresten overwoekerd. In dit bos bevinden zich eveneens twee kleine tumuli. De tumuli dienden als begraafplaats voor de Gallo-Romeinse bewoners van Wahenges. De ontdekking van de Gallo-Romeinse villa gebeurde in 1938. De opgravingen vonden plaats in 1946 en een tweede maal in de jaren 1971-1978.
De naam Wahenges stamt niet uit de Romeinse tijd maar van later, toen Franken de streek bevolkten. De naam zou betekenen de mensen van Waha.

## Abdijhoeve
In 1147 schonken de lokale heren Henri van Jauche en Willem (Guillaume) van Dongelberg grote terreinen in Sluizen (hertogdom Brabant) aan de abdij van Averbode. Wahenges, gelegen in Sluizen, werd alzo eigendom van de orde der norbertijnen. Sluizen lag tussen twee Luikse enclaves in Brabant, namelijk tussen Bevekom en Hoegaarden. In 1149 bouwden de norbertijnen van Averbode in Wahenges een grote schuur naast de resten van de Romeinse villa. De monniken hadden deze grangia of opslagschuur nodig bij de landbouwontginning in Sluizen. De boerderij van Wahenges werd uitgebouwd in de loop van de 13e eeuw; ook het landbouwgebied breidde uit, tot buiten de grenzen van Sluizen. Vanaf de 14e eeuw woonden er pachters op de boerderij. In de loop van de 17e eeuw plunderden Franse, Hollandse en Spaanse troepen de abdijhoeve van Wahenges (Spaanse Nederlanden).
Het duurde tot de jaren 1720-1730 (Oostenrijkse Nederlanden) alvorens de abdij van Averbode haar hoeve heropbouwde. De abdijhoeve van Wahenges werd groter dan de eerste. De hoeve kent een grote vierkanten bouw, met woonhuis, stallingen, schuren, kelders en een duiventil. Het wapen van de toenmalige abt Van der Steghen, met het jaartal 1724 aan het poortgebouw, herinnert aan deze bouwperiode. Zijn devies was Prudentia en Vigilentia, door voorzichtigheid en waakzaamheid. Abt Vanden Panhuysen liet zijn wapenschild aanbrengen aan het woonhuis (1729). Het woonhuis voor de pachters heeft een voorgevel van tien vensters naast elkaar. Er volgde nog de bouw van de Sint-Niklaaskapel tegenaan het woonhuis, in 1742, en van de hoevezolder in 1769. De abdijhoeve was dan klaar. Het huidige uitzicht van de hoeve van Wahenges gaat terug tot de heropbouw tijdens de 18e eeuw. 
Tijdens de Franse tijd in België verkochten de norbertijnen de hoeve van Wahenges (1795).
Begin 20e eeuw was de hoeve eigendom van graaf Maurice August Lippens, minister in België. Langdurige restauratiewerken vonden later plaats in de 20e en 21e eeuw. Het is beschermd erfgoed van het Waalse Gewest. Tegenwoordig is de hoeve van Wahenges deels bewoond en deels beschikbaar voor evenementen.